# Baroda (Michigan)
Baroda est un village du comté de Berrien, dans l'État du Michigan, aux États-Unis. En 2020, il comptait une population de 875 habitants.